# Jogos Sul-Asiáticos de 1984
Os Jogos Sul-Asiáticos de 1984 foram a primeira edição do evento multiesportivo, realizado em Katmandu, no Nepal.

## Países participantes
Sete países participaram do evento:
- Bangladesh
- Butão
- Índia
- Maldivas
- Nepal
- Paquistão
- Sri Lanka

## Modalidades
Foram disputadas cinco modalidades nessa edição dos Jogos:[carece de fontes?]
- Atletismo
- Boxe
- Futebol
- Halterofilismo
- Natação

## Quadro de medalhas
País sede destacado.
| Ordem | País       | Medalha de ouro | Medalha de prata | Medalha de bronze |     |
| ----- | ---------- | --------------- | ---------------- | ----------------- | --- |
| 1     | Índia      | 44              | 28               | 16                | 88  |
| 2     | Sri Lanka  | 7               | 11               | 19                | 37  |
| 3     | Paquistão  | 5               | 3                | 2                 | 10  |
| 4     | Nepal      | 4               | 12               | 8                 | 24  |
| 5     | Bangladesh | 2               | 8                | 13                | 23  |
| 6     | Butão      |                 |                  | 2                 | 2   |
| 7     | Maldivas   |                 |                  | 1                 | 1   |
| TOTAL | TOTAL      | 62              | 62               | 61                | 185 |